# Aeroportul Bouca
Aeroportul Bouca (IATA: BCF, ICAO: FEGU) este un aeroport din Prefectura Ouham, Republica Centrafricană, Republica Centrafricană ce deservește zona Bouca. A fost numit după zona deservită.
Situat la o altitudine de 471 m, aeroportul dispune de o singură pistă.